# Stříkačková pumpa

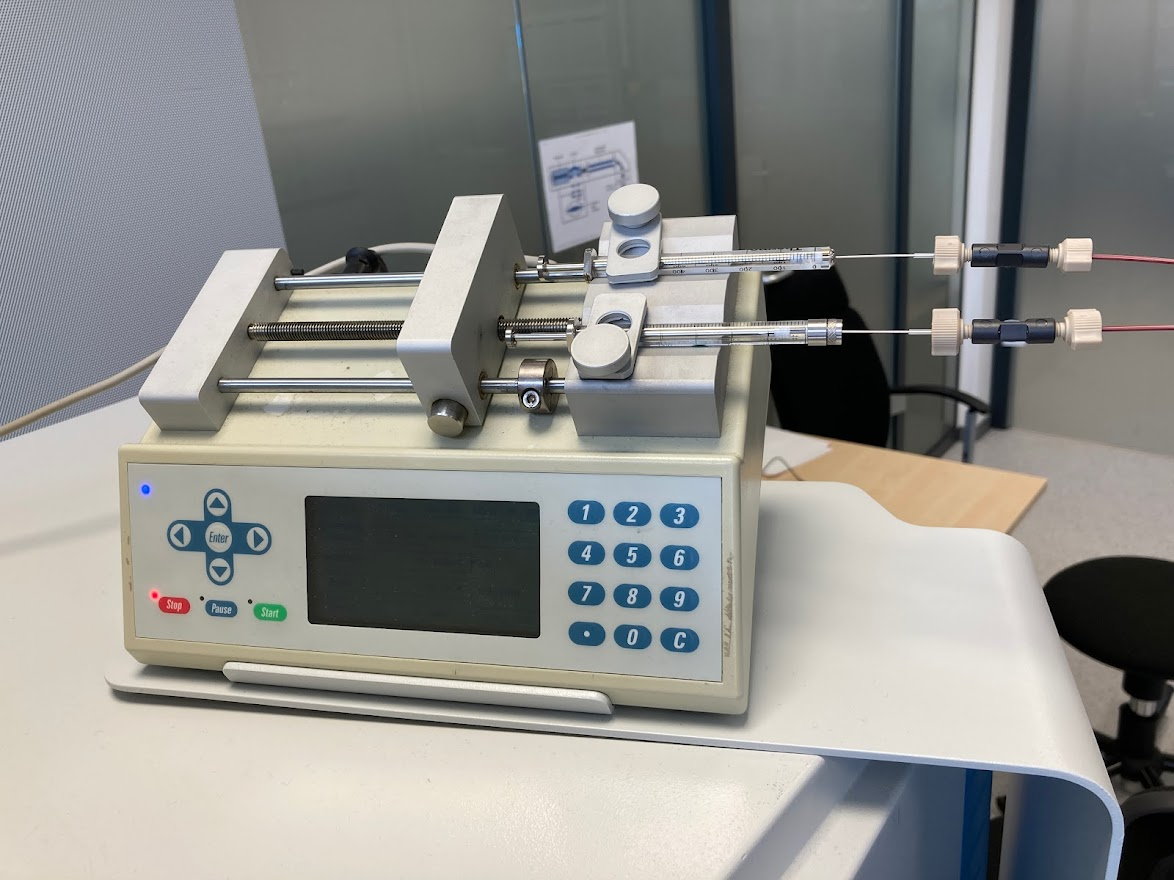
Stříkačková pumpa Fusion 100T, firma Chemyx Inc. (USA), pro současné dávkování ze dvou stříkaček.

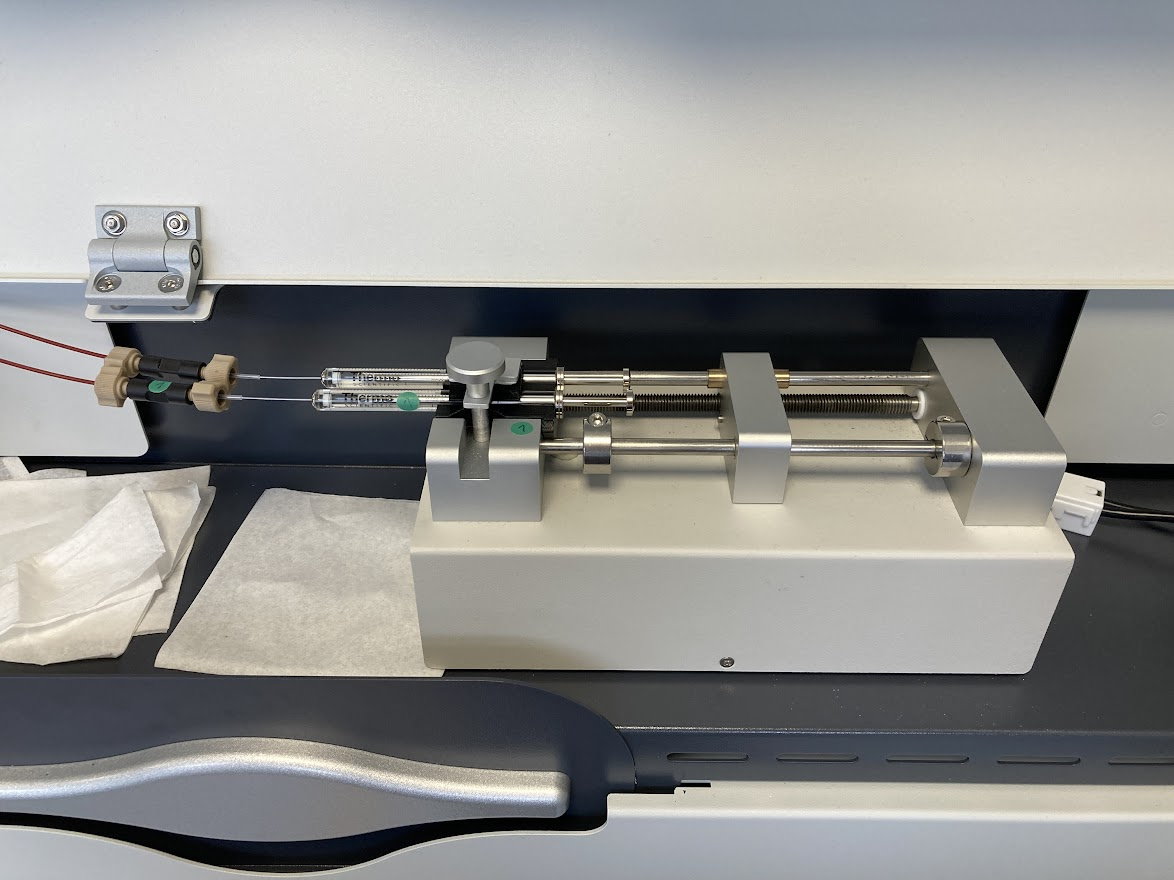
Stříkačková pumpa SKE10, firma Chemyx Inc. (USA), s výliskem pro současné dávkování ze dvou stříkaček.

Stříkačková pumpa (také injekční pumpa, injekční laboratorní pumpa) je malá infuzní pumpa, která se používá pro postupné dávkování malých množství tekutin. Tyto přístroje se vyznačují vysokou přesností dávkování a stabilním průtokem.

## Historie
První stříkačková pumpa byla vyrobena v roce 1951 a měla pouze jednu rychlost podávaní.

## Využití
Využití nachází především ve zdravotnictví (nitrožilní infuze) a ve výzkumu (pomalé dávkování objemu tekutiny do roztoku, dávkování vzorku pro analýzu pomocí hmotnostní spektrometrie).

### Infuze
Stříkačkové pumpy se užívají pro podávání nitrožilních infuzí po dobu několika minut. Přivádějí roztoky konstantní rychlostí. V případě léku, který by měl být pomalu vtlačován v průběhu několika minut, šetří toto zařízení čas zdravotních sester a snižuje výskyt lékařských chyb. Je užitečný pro pacienty, kteří nemohou užívat léky perorálně (jako jsou pacienti s potížemi s polykáním ), a pro léky, které jsou příliš škodlivé na to, aby se užívaly perorálně.

### Paliativní péče
Stříkačkové pumpy jsou zvláště užitečné v paliativní péči, k nepřetržitému podávání analgetik (léky proti bolesti), léků na potlačení nevolnosti a zvracení a dalších léků. Tím se zabrání obdobím, kdy jsou hladiny léků v krvi příliš vysoké nebo příliš nízké, a zabrání se předávkování tablet pacientem. Vzhledem k tomu, že léky jsou podávány do podkoží, oblasti použití jsou prakticky neomezená, i když některé léky mohou ovlivňovat edém.

### Výzkum
Stříkačkové pumpy se používají v mikrofluidních aplikacích, jako je návrh a testování mikroreaktorů, a také v chemii pro pomalé začleňování fixního objemu tekutiny do roztoku. Ve studiích enzymatické kinetiky mohou být stříkačkové pumpy použity k pozorování rychlé kinetiky jako součást zařízení se zastaveným průtokem. Někdy se také používají jako laboratorní dávkovače kapalin.